# 配当
配当（はいとう）とは、金銭等を「割り当てて配ること」あるいは「割り当てて配られたもの」をいう。会社や保険、ギャンブル（賭博）、破産手続、民事執行手続等で用いられる。

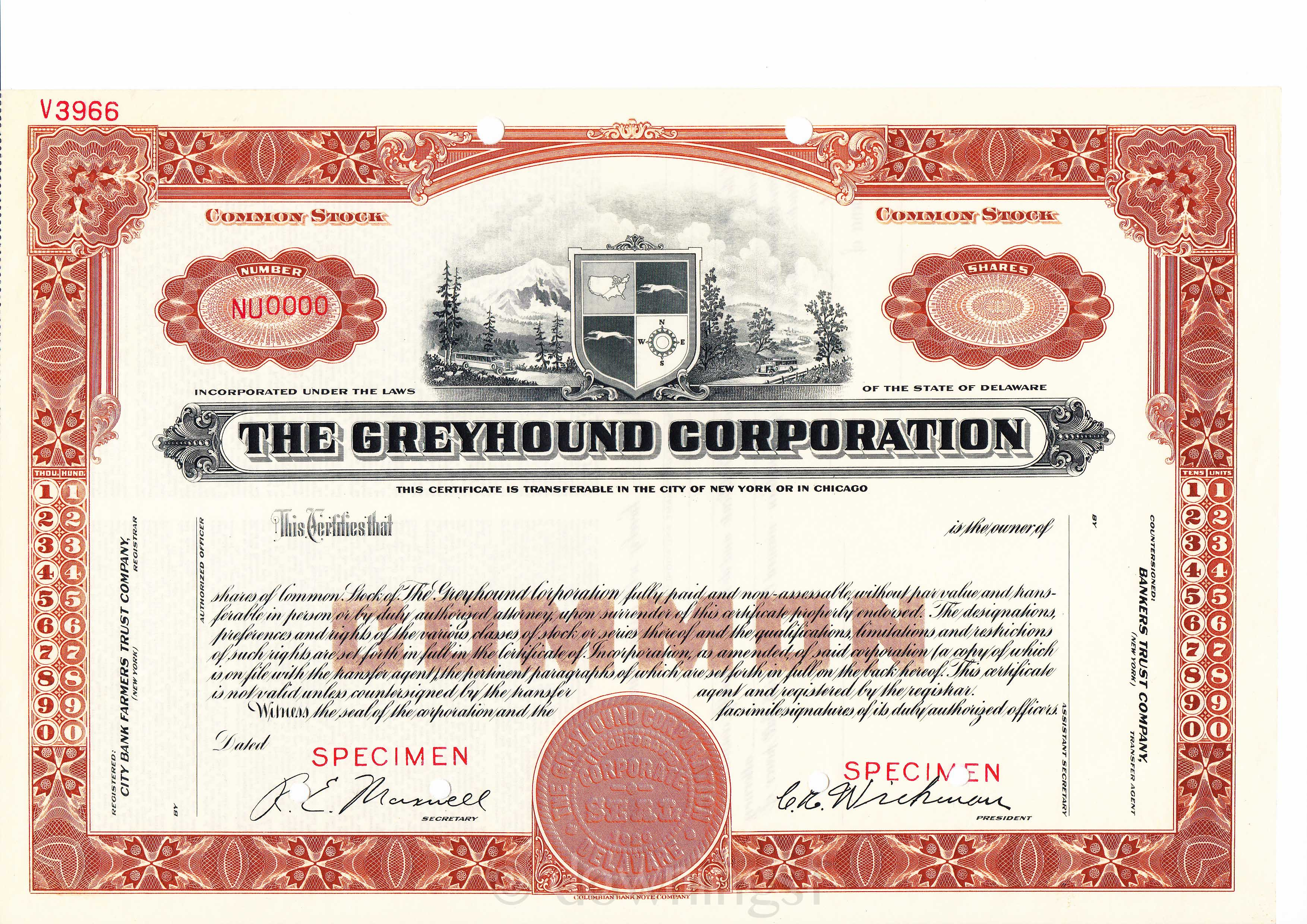
1936年に発行された米国グレイハウンド・ラインズの株式を保有する権利を与える株券

## 企業における配当

### 概説
企業における配当とは、企業が経営活動の結果として獲得した利益を出資者あるいは株主に分配することをいう。
配当の種類
配当の内容により、資金で支払う現金配当や株券で支払う株式配当などがある。
配当の時期では、一般の「普通配当」、特別に増益した期に増額する「特別配当」、創立記念や上場記念として増額する「記念配当」などがある。
配当の変更
配当を予定していたのに無配に変更することを無配転落という。逆に無配の会社が配当を出すことに変更することを「復配」という。また、配当を減らす場合は「減配」、増やす場合は「増配」と言う。
配当利回り
配当利回りとは、1株あたりの配当を株価で割ったもの。預貯金で言う金利と類似しているが、支払われ方等が大いに異なる。
配当性向
配当性向とは、配当で支払う金額を当期利益で割ったものを百分率で示したもの。配当利回りが高くても、この値が高いと減配や、場合によっては無配転落も心配される。

### 米国法における配当
米国法でも株主には利益配当請求権（Right for receive dividends）がある。distribution (分配) との用語を用いる州法もある (例 : カルフォルニア会社法)。
また、米国法で株主に対して株式が無償発行されるケースには株式分割（stock splits）と株式配当（stock dividends）がある。株式配当は現金の代わりに株主の保有する株式に応じて無償で株式を交付する利益配当である。株式分割も株式配当も追加の払い込みを必要としない。
なお、米国法には資本を取り崩して配当を行う清算配当（liquidation dividends）の制度があり、これは実質的には資本の払戻しにあたる。

### 日本法における配当
- この節で、日本の会社法については条名のみ記載する。

日本法では、社員（株主）が利益配当請求権（剰余金配当請求権、105条1項1号、621条1項）に基づいて受け取ることができる利益の分配のことである。株式会社は、その株主に対し、剰余金の配当をすることができる（453条）。配当は、会社の利益を源泉として支払われるものであるため、その内容は一定ではない。赤字で利益のない期や、あっても少なく内部留保を厚くしたい場合には無配、すなわち配当が支払われない場合がある。
原則として配当は株主総会の決議によって決定される（454条1項）。
ただし、以下の場合には、定款で定めることによって取締役会によって配当を決定することが可能である。
- 会社法に定められた要件を満たす会計監査人設置会社での配当の場合
会計監査人設置会社（取締役（監査等委員会設置会社にあっては、監査等委員である取締役以外の取締役）の任期の末日が選任後1年以内に終了する事業年度のうち最終のものに関する定時株主総会の終結の日後の日であるもの及び監査役設置会社であって監査役会設置会社でないものを除く。）での配当（459条1項4号）。
ただし、配当財産が金銭以外の財産であり、かつ、株主に対して金銭分配請求権を与えないこととする場合を除く（459条1項4号）。
- 中間配当の場合
中間配当とは、事業年度を1年とする会社（取締役会設置会社）が、事業年度中につき1回に限り一定の日を定めてその日における株主に対して取締役会の決議により行う金銭の分配をいう（454条5項）。これをなすには定款の定めが必要となる。

株券で支払う株式配当については、日本の会社法では配当財産が現金以外である場合が存在すること（現物配当）を明示的に認めているものの、株式、社債及び新株予約権は対象から除いている（会社法454条1項1号、4項）。かつては現金配当のかわりに株式（新株）自体を配当として株主に配る株式配当があった。なお、日本で額面株式が存在していた時代は、株式の額面額を配当する額面配当と呼ばれるものも存在した。

## 保険における配当
生命保険・損害保険において配当とは、契約者が支払った保険料のうち、実際の保険運営において生じた余剰を契約者に返還するものを言う。保険株式会社では契約者配当と呼ぶのに対し、保険相互会社では社員配当と呼ぶ。
生命保険の場合、配当は以下の5つに区分できる。
- 通常配当
  - 費差配当 - 会社の運営にかかる費用が、当初の見積もりより低かった場合の配当
  - 死差配当 - 実際の契約者死亡率（保険金支払い率）が、当初の見積もりより低かった場合の配当
  - 利差配当 - 保険金の運用利率が、当初の予想を上回った場合の配当
- 特別配当 - 10年以上の契約期間を有する保険に対して、特別に支払われる配当
  - 長期継続特別配当 - 10年以上契約が継続している契約に対して支払われる。ラムダ配当
  - 消滅時特別配当 - 10年以上契約が継続した契約に対して、契約が消滅した際に支払われる。ミュー配当

ただし、1990年代〜2000年代には予定利率（当初見積もった資金の運用利率）を下回る運用環境が続いたことから、配当金がほとんど支払われない場合も多かった。そのため当初より配当を支払わない事にし、その分保険料額を引き下げた「無配当保険」や、利差配当に関してのみ配当を支払う「利差配当保険（準有配当保険）」も現れている。
なお、本来は配当金が支払われるべきはずである契約であったにもかかわらず、不当に支払われなかった事案が一部の保険会社で明らかになっている。

## ギャンブルにおける配当
ギャンブルにおける的中に対しての払戻を配当と呼ぶ。払戻金の事を配当金とも呼ぶ。
配当金を決める方式には2通りあり、それぞれ
1. ブックメーカー方式
2. パリミュチュエル方式

と呼ばれる。
日本の公営競技における投票券およびスポーツ振興くじではパリミュチュエル方式が採用され、配当金（払戻金）は、的中券100円分に対する金額で表現される。

## 破産手続きにおける配当
破産手続きにおける配当とは、破産者の財団を換価して得られた金銭を、破産債権者にその債権の額に応じて分配することをいう。

## 民事執行手続きにおける配当
民事執行手続きにおける配当とは、債務者の財産を換価した後、その売却代金を各債権者に対し分配することをいう。債権者が2人以上で、かつ売却代金で各債権者の債権及び執行費用の全部を弁済することができない場合に実施される（民事執行法84条1項）。